# Noriaki Sugiyama
Noriaki Sugiyama (jap. 杉山 紀彰, Sugiyama Noriaki; * 9. März 1976) ist ein japanischer Synchronsprecher. Seine bekanntesten Sprechrollen sind u. a. Sasuke Uchiha (Naruto), Uryu Ishida (Bleach), Shirō Emiya (Fate/stay night) und England (Hetalia: Axis Powers).

## Biografie
Noriaki Sugiyama wurde in Tokio als das zweitälteste von vier Kindern geboren. Er arbeitete in Teilzeit bei einem Softwareunternehmen und wird von der Agentur Stay-Luck vertreten.

## Rollen (Auswahl)

### Anime
- Black Clover (Yuno)
- Bleach (Uryū Ishida)
- Code Geass (Rivalz Cardemonde, Kento Sugiyama)
- Damekko Dōbutsu (Usahara)
- Fate/stay night (Shirō Emiya)
- Heart no Kuni no Alice (Boris Airay)
- Hetalia: Axis Powers [England]
- Jigoku Shōjo (Mamoru Hanagasa)
- Kuroshitsuji (William T. Spears)
- Moyashimon (Takuma Kawahama)
- Naruto (Sasuke Uchiha)
- Naruto Shippuden (Sasuke Uchiha)
- One Piece (Vinsmoke Ichiji)
- Sket Dance (Kobayashi)
- Ueki no Hōsoku (Ancho Kabara)

### Westliche Serien
- 24 (Rick Allen)
- Hey Arnold (Stinky Peterson)
- Phineas und Ferb (Buford Van Stomm)

### Hörspiele
- Higyaku no Noel / Noel the mortal fate (Fugo Dressel)
- Koi no Kokoro ni Kuroi Hane (Kochi)
- Mister Romantist no Koi (Chino Sumitada)
- One Way no Kagi (Yukata Yamaguchi)
- Shiki (Seishin Muroi)
- TV-kun no Kimochi (Kei)